# Liste der deutschen Botschafter in Nicaragua
Die Liste der deutschen Botschafterinnen und Botschafter in Nicaragua enthält die jeweils ranghöchsten Vertreter des Deutschen Reichs und der Bundesrepublik Deutschland in Nicaragua. Sitz der Botschaft ist in Managua.

## Deutsches Reich
| Name               | Amtszeit  |
| ------------------ | --------- |
| Hugo Otto Danckers | 1936–1941 |

## Bundesrepublik Deutschland
| Name                        | Amtszeit      | Amtszeit      | Bemerkungen                                                                    |
|                             | von           | bis           |                                                                                |
| --------------------------- | ------------- | ------------- | ------------------------------------------------------------------------------ |
| Georg Korth                 | 21. Jan. 1953 | 15. Apr. 1955 | Botschafter; abweichender Dienstsitz in San Salvador oder in San José.         |
| Georg Graf zu Pappenheim    | 13. Okt. 1954 | 10. Jan. 1955 | Gesandter mit Dienstsitz in der am 13. Oktober 1954 errichteten Gesandtschaft. |
| Alfons Reuschenbach         | 29. Juni 1956 | 1958          | Gesandter                                                                      |
| Werner Peiser               | 6. Apr. 1959  | 1960          | Gesandter bis zum 25. Mai 1960; danach Botschafter                             |
| Hans Wolf Jaeschke          | 5. Okt. 1960  | 1963          |                                                                                |
| Karl Albers                 | 31. Juli 1963 | 1969          |                                                                                |
| Götz Freiherr von Houwald   | 26. Feb. 1969 | 1975          |                                                                                |
| Hans Ulrich Meyer-Lindemann | 25. Juli 1975 | Jan. 1979     |                                                                                |
| Carl-Hans Bütow             | 23. März 1979 | Juni 1979     |                                                                                |
| Volker Haak                 | 13. Nov. 1979 | Sep. 1982     |                                                                                |
| Horst Heubaum               | 4. Nov. 1982  | Juni 1985     |                                                                                |
| Josef Rusnak                | 23. Sep. 1985 | Okt. 1989     |                                                                                |
| Georg Boomgaarden           | 21. Nov. 1989 | Apr. 1992     |                                                                                |
| Helmut Schöps               | Okt. 1992     | Nov. 1995     |                                                                                |
| Ulrich Schöning             | 1. Feb. 1996  | Jan. 1999     |                                                                                |
| Hans Petersmann             | 19. Apr. 1999 | 30. Juni 2004 |                                                                                |
| Gregor Koebel               | 23. Juli 2004 | 2008          |                                                                                |
| Betina Kern                 | 27. Aug. 2008 | 30. Juni 2012 |                                                                                |
| Karl-Otto König             | 10. Aug. 2012 | Nov. 2014     |                                                                                |
| Ute König                   | 10. Aug. 2015 | Nov. 2018     |                                                                                |
| Christoph Bundscherer       | Nov. 2019     | Juli 2024     |                                                                                |
| Karsten Warnecke            | Aug. 2024     |               |                                                                                |